# Elena Highton de Nolasco
Elena Inés Highton de Nolasco (Lomas de Zamora, 7 de diciembre de 1942) es una abogada argentina quien fue jueza ministra de la Corte Suprema de Justicia de la Nación Argentina desde 2004 hasta 2021.
Se convirtió, en 2004, en la segunda mujer en ser nominada y la primera mujer en acceder a dicha Corte durante un gobierno democrático ya que la primera jueza en integrar el Tribunal, Margarita Argúas, fue designada durante el gobierno de facto de Roberto Marcelo Levingston. Se desempeñó como vicepresidenta de la misma entre 2005 y 2021.
Highton de Nolasco permaneció en la Corte Suprema a pesar de que el artículo 99 de la Constitución Nacional establece para el cargo una edad límite de 75 años, cumplidos por la magistrada en diciembre de 2017.
El 30 de septiembre de 2021 presentó su renuncia al cargo, la cual se efectivizó a partir del 1 de noviembre del mismo año.

## Carrera
Hizo sus estudios de Derecho en la Universidad de Buenos Aires, ingresando en 1961 y graduándose en 1966, obteniendo títulos de abogada, procuradora y escribana. Hizo varios estudios de postgrado posteriormente. En 1980 se graduó como doctora en Derecho y Ciencias Sociales de la Universidad de Buenos Aires. También hizo cursos en la escuela de Leyes de Harvard, en el Judicial College de Nevada y se especializó en el campo del Análisis Económico del Derecho en la Universidad Torcuato Di Tella.
Su carrera comenzó en diciembre de 1973 cuando fue defensora oficial de menores e incapaces. Fue nombrada jueza de la Nación en mayo de 1979. En junio de 1994 fue designada jueza de la Cámara Nacional de Apelaciones en lo Civil.

### Nombramiento como jueza de la Corte Suprema
Tras la destitución del ministro de la Corte Suprema de Justicia de la Nación Eduardo Moliné O'Connor en 2004, fue propuesta por el entonces presidente Néstor Kirchner para reemplazarlo el 17 de febrero de ese año. 
El 9 de junio de 2004 fue finalmente designada ministra de la Corte Suprema de Justicia de Argentina, tras ser aprobada su candidatura con 51 votos afirmativos y 5 negativos.
El 1 de septiembre de 2005 fue designada vicepresidenta de la anteriormente mencionada Corte, tras la renuncia del juez Augusto Belluscio.
En 2011, fue nombrada ciudadana ilustre de la Ciudad de Buenos Aires.
Presentó su renuncia al cargo de juez de la Corte Suprema el 30 de septiembre de 2021, con efectos a partir del 1° de noviembre del mismo año, lo que abrirá una vacante en el máximo tribunal argentino luego de cinco años.

### Continuidad en el cargo y controversia al respecto
El Art. 99 de la Constitución argentina especifica las facultades del presidente de la nación, y en el inciso 4 se establece que una de ellas consiste en nombrar los jueces de la Corte Suprema con aprobación del Senado y que "un nuevo nombramiento, precedido de igual acuerdo, será necesario para mantener en el cargo a cualquiera de esos magistrados, una vez que cumplan la edad de setenta y cinco años."
A fines de 2016, Highton de Nolasco presentó un amparo para continuar en el cargo de jueza de la Corte Suprema más allá de los 75 años, que cumplió en diciembre de 2017.
Al respecto, el gobierno nacional, a través del Ministerio de Justicia, pidió que se rechace la acción de amparo promovida por la jueza. El fallo de primera instancia fue favorable a Highton de Nolasco coincidiendo con la resolución similar que se había dado en el caso de Carlos Fayt y el gobierno decidió no apelar, por lo que continuó en el cargo luego de diciembre de 2017. La medida fue criticada alegándose que respondía a una posición corporativa. El miembro de la Corte Suprema Raúl Zaffaroni, en cambio, había optado por otro criterio y presentó la renuncia en 2014 "en el acatamiento a lo dispuesto en el tercer párrafo del inciso cuarto del artículo 99 de la Constitución Nacional."

### Polémica respecto de fallo que aplicaba el cómputo 2×1
El 3 de mayo de 2017, integró junto a Carlos Rosenkrantz y Horacio Rosatti el voto de la mayoría en la sentencia por la que la Corte Suprema de Justicia declaró que conforme al principio in dubio pro reo la fórmula de cómputo de la pena de la Ley 24390 –transcurridos dos años en prisión preventiva, cada año de detención equivale a dos años de prisión, conocido como "dos por uno"- es aplicable a todos los juicios penales sin excepción, incluidos los delitos de lesa humanidad. La Ley 24390 estuvo vigente desde 1994 hasta 2001 en que fue derogada. Rosenkrantz y Highton consideraron que el beneficio de la aplicación de la ley penal más benigna, que surge del Código Penal, resulta extensivo a todos los delitos y que su posición es "aquella internacionalmente aceptada". Por su parte Rosatti sostuvo que "si el legislador no previó un régimen diferenciado que excluyera la aplicación de la ley penal más benigna a los delitos de lesa humanidad no lo puede hacer ahora el juez".
Highton de Nolasco dijo en un párrafo de su voto que "la mejor respuesta que una sociedad respetuosa de la ley puede darle a la comisión de delitos de lesa humanidad, y la única manera de no parecerse a aquello que se combate y se reprueba, es el estricto cumplimiento de las leyes y de los principios que caracterizan el Estado de Derecho lo que en el caso exigía". En sentido similar Rosatti argumentó que “La humanidad contra la cual fueron cometidos estos crímenes exige del Estado de Derecho la necesaria imparcialidad en la aplicación de las leyes referidas a su juzgamiento, pues de lo contrario se correría el riesgo de recorrer el mismo camino de declive moral que se transitó en el pasado.”
Por su parte Ricardo Lorenzetti y Juan Carlos Maqueda, que votaron en sentido contrario, sostuvieron que esa reducción no es aplicable a los delitos de lesa humanidad porque para ellos no caben amnistías ni de indultos y no se les aplica el beneficio de la prescripción.
El profesor de Derecho Gustavo Arballo dijo que coincidía con el fallo de la mayoría y que el Estatuto de Roma dispone que "De modificarse el derecho aplicable a una causa antes de que se dicte la sentencia definitiva, se aplicarán las disposiciones más favorables a la persona objeto de la investigación, el enjuiciamiento o la condena", Art. 24.2).
El actual juez de la Corte Interamericana de Derechos Humanos y exjuez de la Corte Suprema Eugenio Zaffaroni discrepó sobre el criterio del voto mayoritario y afirmó que en caso de delitos continuados como la desaparición forzada de personas en el cual el delito se sigue cometiendo mientras permanece la privación de libertad, se debía aplicar la ley vigente al momento del hecho aunque en ese tiempo en que continúa cometiéndose se puedan suceder leyes penales más benignas o más gravosas porque, en verdad, el delito se sigue cometiendo en vigencia de todas esas leyes. El jurista agregó que "La doctrina europea considera que se debe aplicar la última (aunque sea más gravosa). La doctrina nacional se inclina en general por la del comienzo, criterio que comparto".
Por su parte el abogado constitucionalista Daniel Sabsay dijo que su opinión era que la ley del 2×1 no se aplica a los delitos de lesa humanidad. El fallo fue criticado por los organismos de derechos humanos.